# كليفورد إتيان
كليفورد إتيان (بالإنجليزية: Clifford Etienne)‏ مواليد 9 مارس 1970 في لويزيانا، الولايات المتحدة، هو ملاكم أمريكي يصنف ضمن فئة الوزن الثقيل.

## إحصائيات
خاض خلال مسيرته 35 نزالا، فاز في 29 وتعادل في 2 وخسر في 4. فاز بالضربة القاضية في 20 نزالا.

## روابط خارجية
- كليفورد إتيان على موقع بوكس ريك (الإنجليزية) (registration required)